# Tiger (Washington)
Tiger az Amerikai Egyesült Államok északnyugati részén, Washington állam Pend Oreille megyéjében elhelyezkedő önkormányzat nélküli település. A helységen nem végeznek népszámlálást.
A településen 1899-ben a névadó George Tiger kikötőt létesített.

## Fordítás
Ez a szócikk részben vagy egészben  a   Tiger, Washington című angol Wikipédia-szócikk ezen változatának fordításán alapul.  Az eredeti cikk szerkesztőit annak laptörténete sorolja fel. Ez a jelzés csupán a megfogalmazás eredetét és a szerzői jogokat jelzi, nem szolgál a cikkben szereplő információk forrásmegjelöléseként.